# Albusambia
Albusambia is een geslacht van vlinders van de familie van de grasmotten (Crambidae), uit de onderfamilie van de Musotiminae. De wetenschappelijke naam en de beschrijving van dit geslacht werden voor het eerst in 2005 gepubliceerd door Maria Alma Solis en Donald R. Davis.
Dit geslacht is monotypisch, dat wil zeggen dat het maar één soort heeft namelijk Albusambia elaphoglossumae Solis & Davis, 2005 uit Costa Rica.